# Syzeuctus petiolaris
Syzeuctus petiolaris är en stekelart som först beskrevs av Johann Ludwig Christian Gravenhorst 1829.  Syzeuctus petiolaris ingår i släktet Syzeuctus och familjen brokparasitsteklar. Arten är reproducerande i Sverige. Utöver nominatformen finns också underarten S. p. wolguensis.